# San Giovanni Valdarno
San Giovanni Valdarno – miejscowość i gmina we Włoszech, w regionie Toskania, w prowincji Arezzo.
Według danych na styczeń 2009 gminę zamieszkiwało 17 136 osób przy gęstości zaludnienia 803,8 os./km².

## Miasta partnerskie
- / Mahbes
- Corning